# Blondelia polita
Blondelia polita är en tvåvingeart som först beskrevs av Townsend 1919.  Blondelia polita ingår i släktet Blondelia och familjen parasitflugor. Inga underarter finns listade i Catalogue of Life.